# Egide Aerts
Egidius Aerts (Boom, 16 november 1822 – omgeving Brussel, circa 9 juni 1853) was een Belgisch fluitist.
Hij werd geboren binnen het kleermakersgezin van Petrus Franciscus Aerts en Joanna Catharina Lauwers.
Zijn muzikale opleiding kreeg hij van Jean François Joseph Lahon aan het Conservatorium van Brussel, ondernam concertreizen naar Frankrijk (hij speelde voor koning Lodewijk Filips I van Frankrijk), Italië en Engeland. Hij kreeg verdere opleiding in compositieleer van François-Joseph Fétis. Hij maakte deel uit van het orkest van de Koninklijke Muntschouwburg te Brussel.
Hij was naast fluitist ook professor voor de fluit aan het Conservatorium van Brussel (Fétis was er nog directeur). Hij gaf daar les in de tijd van Alexander Batta. Van zijn hand verscheen een aantal composities zoals fluitconcerten en symfonieën. Zijn werken Fantaisie voor de fluit en Air varié voor de fluit heeft hijzelf op 3 februari 1841 in zaal Diligentia te Den Haag uitgevoerd. Even later kreeg Rotterdam dat eerste werk ook te horen, op de voet gevolgd door een uitvoering van Variatiën voor de fluit. In 1847 nam hij deel aan Prix de Rome met zijn cantate La vendetta.
Hij stierf na een lang ziekbed van lichaamszwakte.
- Gemeinsame Normdatei: 1117111199
- Virtual International Authority File: 3908147786760968220009